# Przegląd Nauk Historycznych
Przegląd Nauk Historycznych – czasopismo naukowe wydawane od 2002 roku przez Wydawnictwo Uniwersytetu Łódzkiego, afiliowane przy Instytucie Historii Uniwersytetu Łódzkiego. Redaktorem naczelnym jest Zbigniew Anusik.

## O czasopiśmie
Przegląd Nauk Historycznych jest półrocznikiem. Czasopismo zostało założone w 2002 r. z inicjatywy grupy pracowników Instytutu Historii UŁ przez Albina Głowackiego i Zbigniewa Anusika. Publikuje artykuły, wydawnictwa źródłowe, recenzje, polemiki i inne formy wypowiedzi o charakterze naukowym dotyczące historii powszechnej i dziejów Polski od starożytności do czasów współczesnych. Pismo drukuje teksty w jęz. polskim i angielskim. Wszystkie artykuły dostępne są w Open Access na licencji CC BY-NC-ND 4.0. Od roku 2018 Przegląd Nauk Historycznych jest członkiem COPE. Wszystkie numery są recenzowane zgodnie z modelem double-blind review.

## Redakcja
- Zbigniew Anusik (redaktor naczelny)
- Dariusz Jeziorny (zastępca redaktora naczelnego)
- Małgorzata Karkocha (sekretarz)

## Rada Naukowa
- Neal Ascherson, University College London
- Michel Balard, Université Paris-I
- Richard Butterwick-Pawlikowski (Warszawa/Londyn)
- Frédéric Dessberg, Université Paris Sorbonne
- Pasquale Fornaro (Mesyna)
- Mario Gallina (Turyn)
- Albin Głowacki, Uniwersytet Łódzki
- Geoffrey Greatrex, University of Ottawa
- Michael Grünbart, Westfälische Wilhelms-Universität Münster
- Fiona Haarer, King’s College London
- Siergiej Iwanow, Moskwa
- José Antonio Montero Jiménez, Universidad Complutense de Madrid
- Xavier Moreno Julià, Universitat Rovira i Virgili Tarragona
- Siergiej Pawłowicz Karpow, Moskiewski Państwowy Uniwersytet im. M. Łomonosowa
- Jan Kęsik, Uniwersytet Wrocławski
- Ewald Kislinger, Uniwersytet Wiedeński
- Johannes Koder, Uniwersytet Wiedeński
- Maciej Kokoszko, Uniwersytet Łódzki
- Élisabeth Malamut, Université D’aix-Marseille
- Wiesław Puś, Uniwersytet Łódzki
- Władylena W. Sokyrska (Humań)

## Bazy
- Arianta
- BazHum
- Biblioteka Nauki
- Central and Eastern European Online Library
- CEJSH
- DOAJ
- ERIH Plus
- Index Copernicus Master List
- Information Matrix for the Analysis of Journals (MIAR)
- JournalTOCs
- Norwegian Register for Scientific Journals, Series and Publishers (NSD)
- PBN – Polska Bibliografia Naukowa
- Repozytorium Uniwersytetu Łódzkiego
- Scopus
- Sherpa Romeo
- Slavic Humanities Index